# Marcus Georges-Hunt
Marcus Anthony Georges-Hunt (ur. 28 marca 1994 w Miami) – amerykański koszykarz występujący na pozycjach rzucającego obrońcy i niskiego skrzydłowego.
31 lipca 2017 został zwolniony przez Orlando Magic. 10 sierpnia 2017 został zawodnikiem Minnesoty Timberwolves. 1 października 2018 podpisał umowę z Boston Celtics na okres obozu szkoleniowego. 13 października został zwolniony.

## Osiągnięcia
Stan na 28 kwietnia 2017, na podstawie, o ile nie zaznaczono inaczej.
NCAA
- Zaliczony do:
  - II składu ACC (2016 przez trenerów)
  - III składu ACC (2016 przez media)

D-League
- Uczestnik meczu gwiazd NBA D-League (2017)
- Zaliczony do III składu D-League (2017)[6]